# Saint-Cyr-les-Vignes
Saint-Cyr-les-Vignes is een gemeente in het Franse departement Loire (regio Auvergne-Rhône-Alpes). De plaats maakt deel uit van het arrondissement Montbrison. Saint-Cyr-les-Vignes telde op 1 januari 2022 1.077 inwoners.

## Geografie
De oppervlakte van Saint-Cyr-les-Vignes bedroeg op 1 januari 2022 19,38 vierkante kilometer; de bevolkingsdichtheid was toen 55,6 inwoners per km².

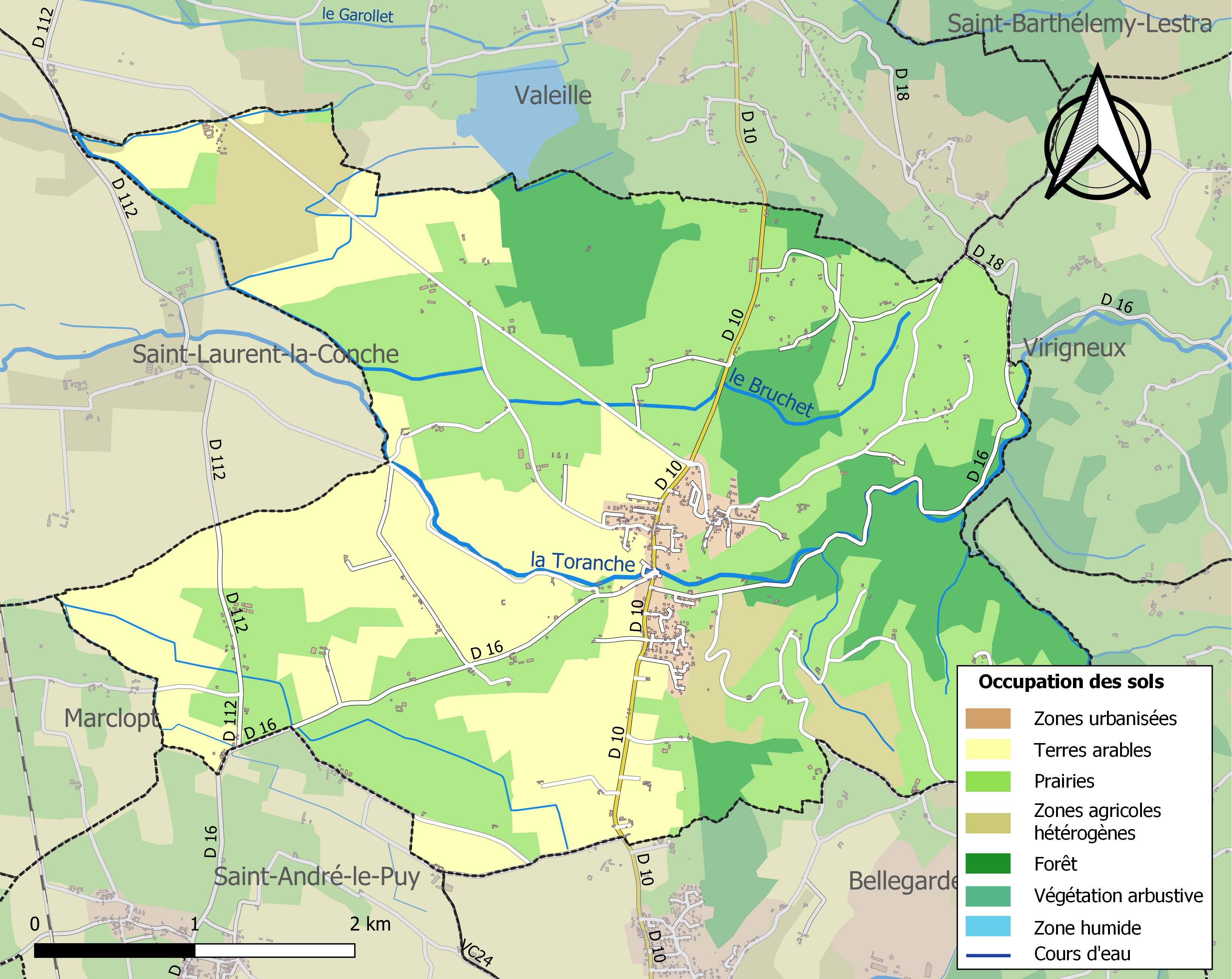
Kaart van de gemeente met de belangrijkste infrastructuur, bodemgebruik en omliggende gemeenten

## Demografie
Onderstaande figuur toont het verloop van het inwonertal (bron: INSEE-tellingen).